# Zyprische Badmintonmeisterschaft 2010
Die Zyprische Badmintonmeisterschaft 2010 fand vom 22. bis zum 23. Mai 2010 statt. Es war die 21. Auflage der nationalen Titelkämpfe von Zypern im Badminton.

## Titelträger
| Disziplin    | Sieger                                 |
| ------------ | -------------------------------------- |
| Herreneinzel | Charis Charalambous                    |
| Dameneinzel  | Dometia Ioannou                        |
| Herrendoppel | Charis Charalambous Antonis C. Lazarou |
| Damendoppel  | Dometia Ioannou Stella Knekna          |
| Mixed        | Charis Charalambous Stella Knekna      |